# BBC
British Broadcasting Corporation (kratica BBC, [biːbiːsiː]) je britanska producentska korporacija. Je avtorica mnogih radijskih in TV oddaj.
Postajo je v Londonu 18. oktobra 1922 ustanovil John Reith, kot neodvisni radijski oddajnik. Prvo oddajanje programa je sledilo 24. novembra istega leta. Vizija ustanovitelja je bila: izobraževanje, informiranje in zabava neodvisno od oblasti in brez oglasov Na kratkih valovih je začel redno oddajati leta 1932. Prvo oddajanje TV programa je bilo 2. novembra 1936.
BBC oddaja preko satelita Astra 2D na 28,2 stopinjah vzhodno. Signal je osredotočen na Veliko Britanijo, vendar ga lahko sprejemamo tudi v številnih kontinentalnih evropskih državah.
Različni prenosi signala:
- Radio AM (DV/SV/KV): Slab sprejem z običajnim sprejemnikom. (BBC World Service na SV 648 kHz ali Radio Five Live na 693 in 909 Khz. BBC Radio 4 na DV 198 Khz.
- Radio DRM (Digital Radio Mondiale) Testno oddajanje na SV 1296 kHz. Dober sprejem, večinoma zvečer
- Radio FM (UKV): neprimeren za daljave
- Radio DAB (Digitalni-Radio): neprimeren za daljave
- Radio DVB-T: neprimeren za daljave
- TV analogno zemeljsko (PAL/AM SSB): neprimeren za daljave
- TV digitalno zemeljsko (DVB-T): neprimeren za daljave
- TV digitalno satelitsko (DVB-S): prek satelita Astra 2D
- Internet: Spletišče BBC z več kot 2 milijoni strani nudi bogato ponudbo informacij. Mnogo oddaj je na voljo na zahtevo.

## Radijski programi
Digitalno in analogno:
- Radio 1 - Pop, Rock, DJ-Shows
- BBC Radio 2 - Lahkotna zabava, za starejše ciljne skupine
- BBC Radio 3 - Klasična glasba
- BBC Radio 4 - Poročila, kultura, znanost, družba, radijske igre
- BBC Radio Five Live - Poročila in šport
- BBC World Service - Program za tujino: Svetovna poročila in dokumentarne oddaje
- BBC Asian Network - Oddaje za Azijce
- BBC Local Radio - Regionalni program za 46 področij Velike Britanije

Samo digitalno:
- BBC Radio Five Live Sports Extra - športni dogodki
- BBC 6 Music - glasba
- BBC Radio 7 - humor, otroški program in radijske igre
- BBC 1Xtra - Soul, Hip-Hop, R&B, Garage

## Televizijski programi
Digitalno in analogno:
- BBC One - predvsem zabava za množico
- BBC Two - predvsem za izobražence

Samo digitalno: 
- BBC Three - Kultura, drama, humor
- BBC Four - Kultura
- CBBC - otroški program
- CBeebies - program za malčke
- BBC Parliament - direktni prenosi iz parlamenta
- BBC News 24 - 24 urne novice
- BBCi - interaktivna TV

Oddajanje v tujino:
- BBC America
- BBC Canada
- BBC Food
- BBC Kids (Canada)
- BBC World - 24 urne novice
- BBC Prime - zabavni program
- Animal Planet
- People and Arts
- UKTV
- UKTV (Australia)